# Héctor Urrego
Héctor Antonio Urrego Hurtado (Apartadó, Antioquia, Colombia, 10 de noviembre de 1992) es un futbolista colombiano que juega de defensa y actualmente se encuentra sin club.

## Trayectoria

### Inicios
Héctor Urrego nació en el municipio de Apartadó, en el departamento de Antioquia, noroccidente de Colombia, donde empezó a jugar al fútbol. Tiempo después, dejó su pueblo natal y se fue a la ciudad de Bogotá, donde se probó en Independiente Santa Fe para finalmente entrar a las divisiones inferiores del equipo bogotano.

### Santa Fe
Después de haberse terminado de formar en los equipos juveniles, Urrego debutó como profesional en el 2011, en un partido de la Copa Colombia, único partido jugado por él aquella temporada. En el 2012, tuvo más oportunidades y jugó algunos partidos en el Campeonato Colombiano de Primera División. En julio de aquel año, Urrego ganó su primer título como profesional cuando Independiente Santa Fe se coronó campeón por séptima vez en su historia. En los años posteriores el club tuvo una racha de títulos tanto en el Torneo Finalización como en la Superliga de Colombia, siendo pieza importante del plantel en su línea defensiva. En la final del Torneo Finalización 2016, anotó el gol del título contra el Deportes Tolima. Con Independiente Santa Fe, Urrego ganó 7 títulos; 3 títulos de campeón del Campeonato de Primera A colombiano en 2012, 2014 y 2016; la Copa Sudamericana 2015; 2 Superligas de Colombia y la Copa Suruga Bank 2016 en definición ante Kashima Antlers en el Estadio de Kashima.

### Independiente Medellín
En 2019, y luego de su gran paso por Santa Fe, fue traspasado al Independiente Medellín. En el DIM jugó solo una temporada, con 20 partidos disputados y se consagró campeón de la Copa Colombia 2019.

### Curicó Unido
En 2020 se convirtió en nuevo refuerzo del club chileno Curicó Unido. En el equipo albirrojo no tuvo mayor participación dentro de los titulares y en octubre de ese año se marchó al Sol de América que disputa la Primera División de Paraguay.

## Estadísticas
| Club                | Div.          | Temporada     | Liga  | Liga  | Copas nacionales | Copas nacionales | Torneos internacionales | Torneos internacionales | Total | Total | Media goleadora |
| Club                | Div.          | Temporada     | Part. | Goles | Part.            | Goles            | Part.                   | Goles                   | Part. | Goles | Media goleadora |
| ------------------- | ------------- | ------------- | ----- | ----- | ---------------- | ---------------- | ----------------------- | ----------------------- | ----- | ----- | --------------- |
| Santa Fe · Colombia | 1ª            | 2011          | —     | —     | 1                | 0                | —                       | —                       | 1     | 0     | 0.00            |
| Santa Fe · Colombia | 1ª            | 2012          | 6     | 0     | 10               | 0                | —                       | —                       | 16    | 0     | 0.00            |
| Santa Fe · Colombia | 1ª            | 2013          | 4     | 0     | 6                | 0                | —                       | —                       | 10    | 0     | 0.00            |
| Santa Fe · Colombia | 1ª            | 2014          | 10    | 0     | 3                | 0                | 1                       | 0                       | 14    | 0     | 0.00            |
| Santa Fe · Colombia | 1ª            | 2015          | 8     | 0     | 2                | 0                | —                       | —                       | 10    | 0     | 0.00            |
| Santa Fe · Colombia | 1ª            | 2016          | 24    | 3     | 5                | 0                | 2                       | 0                       | 31    | 3     | 0.1             |
| Santa Fe · Colombia | 1ª            | 2017          | 26    | 2     | 2                | 0                | 4                       | 0                       | 34    | 2     | 0.06            |
| Santa Fe · Colombia | 1ª            | 2018          | 18    | 3     | 4                | 0                | 4                       | 0                       | 26    | 3     | 0.12            |
| Santa Fe · Colombia | Total club    | Total club    | 96    | 8     | 33               | 0                | 11                      | 0                       | 141   | 8     | 0.06            |
| Total carrera       | Total carrera | Total carrera | 96    | 8     | 33               | 0                | 11                      | 0                       | 141   | 8     | 0.06            |
| 1. 2. 3.            |               |               |       |       |                  |                  |                         |                         |       |       |                 |

## Palmarés

### Campeonatos nacionales
| Título                | Club                   | País     | Año    |
| --------------------- | ---------------------- | -------- | ------ |
| Categoría Primera A   | Independiente Santa Fe | Colombia | 2012-A |
| Superliga de Colombia | Independiente Santa Fe | Colombia | 2013   |
| Categoría Primera A   | Independiente Santa Fe | Colombia | 2014-F |
| Superliga de Colombia | Independiente Santa Fe | Colombia | 2015   |
| Categoría Primera A   | Independiente Santa Fe | Colombia | 2016-F |
| Superliga de Colombia | Independiente Santa Fe | Colombia | 2017   |
| Copa Colombia         | Independiente Santa Fe | Colombia | 2019   |

### Copas internacionales
| Título            | Club                   | Sede                | Año  |
| ----------------- | ---------------------- | ------------------- | ---- |
| Copa Sudamericana | Independiente Santa Fe | El Campín, Colombia | 2015 |
| Copa Suruga Bank  | Independiente Santa Fe | Kashima, Japón      | 2016 |